# Bianwen
Il Bianwen (變文T, 变文S, biànwénP) è un'antica forma di spettacolo cinese. I testi di questo genere letterario furono ritrovati agli inizi del XX secolo nelle grotte di Dunhuang.
Bian significa avvenimento, cambiamento, evento; mentre Wen sta per "testo letterario", ma ha anche altri significati tra i quali disegno, rappresentazione. La polisemia dei termini è dovuta al fatto che le parole cinesi si ispirano secondo leggenda ai segni tracciati in cielo dalle stelle e in terra dagli animali.
I monaci buddisti erano soliti dare loro stessi la rappresentazione con canti, danze e illustrazione di pannelli dipinti raccogliendo un vasto pubblico popolare commosso e partecipe. Considerando che il Buddhismo era una religione che considerava degradante la musica, la danza e la recitazione preferendo a queste la scrittura e le altre attività intellettuali, perché ritenute materie più elevate, viene naturale chiedersi come sia possibile che siano gli stessi monaci buddhisti a mettere in scena una rappresentazione basata sull'esercizio di quelle materie disprezzate. La spiegazione sta nel fatto che i monaci trattavano temi sempre legati a episodi della vita del Buddha; questo mostra come essi subito capirono che le pratiche spettacolari potevano essere utilizzate per diffondere la nuova fede. Gli sporadici momenti di comicità continuarono ad aumentare sempre più, affiancati da momenti di epicità, almeno fino al 700 d.C.; ciò fece sì che il numero dei laici impegnati nella rappresentazione aumentasse sempre più, fin quando il riaffiorare delle pratiche spettacolari danzate anteriori alla religione buddhista spinse il bianwen a una totale laicizzazione, attingendo non più dalle storie buddhiste, ma da quelle cinesi.
Ben presto nacquero compagnie di girovaghi che, in coincidenza delle festività religiose, rappresentarono delle pantomime popolari accompagnate da canti, danze, musiche e quei giochi acrobatici ancora in uso nei circhi e nell'Opera di Pechino.